# Гарет Саутгейт
Сър Гарет Саутгейт (на английски: Gareth Southgate), роден на 3 септември 1970 г. в Уотфорд, Англия, е бивш английски футболист, играл на постовете на защитник и полузащитник.

## Кариера

### Кариера като футболист
Дебютира за Кристъл Палас през 1988. Шест години по-късно става капитан на отбора. С екипа на орлите записва над 150 мача.
През 1995 г. преминава в Астън Вила за £2 500 000 паунда. В Бирмингам остава шест години, като за този период изиграва повече от 200 мача за отбора си.
Последните пет години от кариерата си прекарва в Мидълзбро, с чийто отбор достига до финал за Купата на УЕФА през сезон 2005 – 06. Прекратява активната си спортна кариера през лятото на 2006 година, като за общо 18 години изиграва над 500 официални мача.

### Кариера като треньор
Веднага след като прекратява кариерата си поема бившия си отбор. През първия сезон, в който ръководи отбора, успява да го класира на 12-а позиция в първенството, като постига някои впечатляващи резултати. Арсен Венгер го определя като „един от треньорите, достатъчно добри да водят Англия“.
Сезон 2008 – 09 обаче е по-слаб, като отбора завършва на 19-о място и изпада в Чемпиъншип.
През август 2013 година подписва 3-годишен договор като треньор на младежкия национален отбор на Англия. Успява да се класира на Евро 2015, но не успява да прескочи предварителната група на първенството.
На 27 септември 2016 г. спешно поема и мъжкия национален отбор, след като Сам Алърдайс е уволнен поради корупционен скандал. Трите лъва подобрява играта си поднегово ръководство и на 30 ноември 2016 г. подписва постоянен договор за 4 години.
След осем години като селекционер на националния отбор, на 16 юли 2024 г., след загубата на Англия на финала Европейското първенство от Испания, Саутгейт подава оставка. Той е третият най-дълго управлявал мениджър на Англия, като ръководи тима в 102 мача, от които са спечелени 61.

## Личен живот
Саутгейт се жени за Алисън Бърд през юли 1997 г. в църквата "Сейнт Никълъс" в Уърт; двойката има две деца. Саутгейт и семейството му живеят в курортния град Харогейт, Северен Йоркшир, от началото на 2000 г., като притежават много жилища в града и околностите му, включително великолепно викторианско имение в имението Duchy Estate, преди да се установят в провинциална къща на стойност 3,75 милиона паунда на осем мили от центъра на града.
Саутгейт е назначен за офицер на Ордена на Британската империя (OBE) в новогодишните отличия за 2019 г. за заслуги към футбола.
През април 2020 г., по време на пандемията COVID-19, Саутгейт се съгласява да намали заплатата си с 30% през 2020 г.
През декември 2024 г. Саутгейт е посветен в рицарско звание като ерген през 2025 г. в чест на Нова година.

## В популярната култура
По време на Световното първенство по футбол преди четвъртфинала между Англия и Швеция Наташа Хамилтън, член на Atomic Kitten, сподели видеоклип в Twitter, в който пее алтернативен текст. На 3 юли 2021 г. Хамилтън и колежката ѝ Лиз Макларнън се завръщат, за да изпълнят песента с преработен текст, включващ съществуващи алтернативи, преди да пеят заедно с английските фенове на парти в Boxpark в Кройдън по време на четвъртфинала на Евро 2020 между Англия и Украйна. На 6 юли 2021 г., ден преди полуфинала между Англия и Дания, групата издава официална пълнометражна версия на адаптираната песен, озаглавена "Southgate You're The One (Football's Coming Home Again)", в лейбъла Columbia Records UK. Членът Джени Фрост се присъединява към групата, за да запише ремикс/презапис за първи път от 2008 г. насам.